# Jurij Aleksandrov
Jurij Vasilevitj Aleksandrov (russisk: Ю́рий Васи́льевич Алекса́ндров, tr. Júrij Vasíljevitj Aleksándrov; født 13. september 1963 i Kamensk-Uralskij, Sverdlovsk oblast, død 1. januar 2013 i Moskva) var en russisk-sovjetisk bokser. Han vandt VM 1982, EM 1983, og har såvel også været 4 gange sovjetisk mester (1982, 1984, 1986 og 1987). Han var ude af stand til at gentage denne succes ved OL, pga. den sovjetiske boykot i 1984, og missede også legene i 1988 pga. en skade.
I 1989 blev Aleksandrov professionel (som den første sovjetiske bokser), men det havde han dog ikke nogen stor succes ved og han blev pensioneret i 1992. I 2001 blev han vicepræsident af det russiske bokseforbund. Han beholdt denne stilling indtil han døde, af et hjerteanfald, den 2. januar, 2013.